# Зневоднююча установка
Зневоднююча установка (рос. обезвоживающая установка, англ. dewatering plant; нім. Entwässerungsanlage f) – споруди і апарати для відділення води від корисної копалини. Для матеріалу більше за 3-5 мм використовують З.у. для дренування в штабелях, грохоти, елеватори, класифікатори. 
Зневоднення в штабелях здійснюється на дренажних складах, виконаних із залізобетону з вертикальними або похилими стінками і пологим дном. У дні є дренажні канави. Іноді використовується дренуючий шар (постіль) з крупного щебеню. Як З.у. застосовують вібраційні, резонансні і самобалансні грохоти. Для обводнених продуктів використовують дугові сита, де 75% води видаляється за рахунок відцентрових сил. 
Зневоднення на елеваторах здійснюється дренуванням у процесі транспортування ковшами. 
Крім того, для зернистих м-лів використовують спіральні і рейкові класифікатори (з кутом нахилу 16о). Зневоднення і транспортування продукту здійснюються при обертанні спіралі або руху гребкової рами. При крупності продукту, що збезводнюється в межах 0-0,5 мм застосовують магнітні дешламатори, згущувачі, гідросепаратори, гідроциклони, центрифуги і вакуум-фільтри, фільтр-преси.
Радіальні згущувачі застосовують при крупності матеріалу 0,03-5 мм. 
Термічна сушка продуктів збагачення здійснюється в осн. в барабанних сушарках, іноді в конвеєрних сушарках, печах киплячого шару, трубах-сушарках і інш. 